# چیزی (حوزه سرشماری)، نیویورک
چیزی (به انگلیسی: Chazy) یک منطقهٔ مسکونی در ایالات متحده آمریکا است که در نیویورک واقع شده‌است. چیزی ۴٫۴۴ کیلومتر مربع مساحت و ۵۶۵ نفر جمعیت دارد و ۴۵٫۱۱ متر بالاتر از سطح دریا واقع شده‌است.